# Morti nel 2017/Maggio
| Questa pagina contiene informazioni ricavate automaticamente dalle voci biografiche con l'ausilio del template Bio e di un bot. L'aggiornamento è periodico e automatico e ricostruisce completamente la pagina. Se manca una persona in questa lista, sei pregato di non aggiungerla, ma accertati piuttosto che la sua voce biografica contenga il template Bio e che i dati anagrafici siano correttamente compilati. Se il template Bio manca, inseriscilo tu stesso o, in alternativa, metti l'avviso {{tmp\|Bio}} che ne segnala la mancanza. Se i dati riportati sono sbagliati, correggi direttamente la voce biografica; le modifiche saranno visibili in questa lista entro pochi giorni. Per chiarimenti vedi il progetto biografie. La lista contiene solo le 209 persone che sono citate nell'enciclopedia e per le quali è stato implementato correttamente il template Bio. Pagina aggiornata al 26 giu 2025. |

- 1º maggio - Anatolij Aleksin, scrittore, poeta e drammaturgo russo (n. 1924)
- 1º maggio - Artenik Arabadžijan, cestista, allenatore di pallacanestro e arbitro di pallacanestro bulgaro (n. 1930)
- 1º maggio - Katy Bødtger, cantante danese (n. 1932)
- 1º maggio - Pierre Gaspard-Huit, sceneggiatore e regista francese (n. 1917)
- 1º maggio - Erkki Kurenniemi, artista, compositore e filosofo finlandese (n. 1941)
- 1º maggio - Jurij Lobanov, canoista sovietico (n. 1952)
- 1º maggio - Julia Ortiz, cestista paraguaiana (n. 1936)
- 1º maggio - Karel Schoeman, scrittore sudafricano (n. 1939)
- 1º maggio - Raimondo Sirotti, pittore italiano (n. 1934)
- 2 maggio - Heinz Keßler, politico e generale tedesco-orientale (n. 1920)
- 2 maggio - Toby Kimball, cestista statunitense (n. 1942)
- 2 maggio - George Hugh Niederauer, arcivescovo cattolico statunitense (n. 1936)
- 2 maggio - Valentino Parlato, giornalista, politico e saggista italiano (n. 1931)
- 2 maggio - Moray Watson, attore inglese (n. 1928)
- 2 maggio - A. R. Penck, pittore, scultore e artista tedesco (n. 1939)
- 2 maggio - Hoàng Xuân Lãm, generale vietnamita (n. 1928)
- 2 maggio - Grigorij Žislin, violinista, violista e docente russo (n. 1945)
- 3 maggio - Philippe Béguerie, presbitero francese (n. 1925)
- 3 maggio - Daliah Lavi, cantante e attrice israeliana (n. 1942)
- 3 maggio - Eros Lovo, calciatore italiano (n. 1927)
- 3 maggio - Giampaolo Medda, hockeista su prato italiano (n. 1927)
- 3 maggio - Mish'al bin Abd al-Aziz Al Sa'ud, principe, politico e imprenditore saudita (n. 1926)
- 4 maggio - William Baumol, economista statunitense (n. 1922)
- 4 maggio - Bart Carlier, calciatore olandese (n. 1929)
- 4 maggio - Jay Carty, cestista statunitense (n. 1941)
- 4 maggio - Miroslav Ferić, calciatore jugoslavo (n. 1944)
- 4 maggio - Renato Galli, pugile italiano (n. 1937)
- 4 maggio - Victor Lanoux, attore e produttore teatrale francese (n. 1936)
- 4 maggio - Timo Mäkinen, pilota di rally finlandese (n. 1938)
- 5 maggio - Adolph Kiefer, nuotatore statunitense (n. 1918)
- 5 maggio - Bernard Mitton, tennista sudafricano (n. 1954)
- 5 maggio - Luigi Ramponi, generale e politico italiano (n. 1930)
- 5 maggio - Ely Ould Mohamed Vall, militare e politico mauritano (n. 1953)
- 6 maggio - Tony Conwell, calciatore inglese (n. 1932)
- 6 maggio - Jesús Galdeano, ciclista su strada spagnolo (n. 1932)
- 6 maggio - Steven Holcomb, bobbista statunitense (n. 1980)
- 6 maggio - Pierino Munari, batterista italiano (n. 1927)
- 6 maggio - Peter Noble, calciatore inglese (n. 1944)
- 6 maggio - Giovanni Tinebra, magistrato italiano (n. 1941)
- 6 maggio - Romano Trevisani, chitarrista italiano (n. 1953)
- 7 maggio - Yoshimitsu Banno, regista, sceneggiatore e produttore cinematografico giapponese (n. 1931)
- 7 maggio - Cristiano Censi, attore e insegnante italiano (n. 1934)
- 7 maggio - Ugo Fabietti, antropologo italiano (n. 1950)
- 7 maggio - Elon Lages Lima, matematico brasiliano (n. 1929)
- 7 maggio - Gholam Reza Pahlavi, principe, militare e scrittore iraniano (n. 1923)
- 7 maggio - Thomas Anthony White, arcivescovo cattolico irlandese (n. 1931)
- 7 maggio - Wu Wenjun, matematico cinese (n. 1919)
- 7 maggio - Hubertus Antonius van der Aa, botanico e micologo olandese (n. 1935)
- 8 maggio - Maria Rosa Inzoli, medica italiana (n. 1927)
- 8 maggio - George Irvine, cestista, allenatore di pallacanestro e dirigente sportivo statunitense (n. 1948)
- 8 maggio - Curt Lowens, attore tedesco (n. 1925)
- 9 maggio - Maurizio Baradello, politico italiano (n. 1960)
- 9 maggio - Cristóbal Garcés Larrea, poeta e critico letterario ecuadoriano (n. 1924)
- 9 maggio - Robert Miles, compositore, produttore discografico e disc jockey italiano (n. 1969)
- 9 maggio - Nicola Pagliara, architetto italiano (n. 1933)
- 9 maggio - Michael Parks, attore e cantante statunitense (n. 1940)
- 9 maggio - Luigi Pingitore, politico italiano (n. 1928)
- 9 maggio - Qian Qichen, diplomatico e politico cinese (n. 1928)
- 9 maggio - Glen Williams, cestista e allenatore di pallacanestro americo-verginiano (n. 1954)
- 10 maggio - Silvano Basagni, tiratore a volo italiano (n. 1938)
- 10 maggio - Geoffrey Bayldon, attore britannico (n. 1924)
- 10 maggio - Emmanuèle Bernheim, scrittrice e sceneggiatrice francese (n. 1955)
- 10 maggio - Giuseppe Ciccantelli, politico italiano (n. 1946)
- 10 maggio - Colette Guillaumin, sociologa francese (n. 1934)
- 10 maggio - Miriam Rodríguez Martínez, attivista messicana (n. 1960)
- 10 maggio - Egisto Volterrani, architetto, traduttore e scenografo italiano (n. 1937)
- 10 maggio - Zhang Wuchen, artista marziale cinese (n. 1916)
- 11 maggio - Clelio Darida, politico italiano (n. 1927)
- 11 maggio - Alberto Gollini, architetto italiano (n. 1942)
- 11 maggio - Antonio Steffenoni, scrittore e critico cinematografico italiano (n. 1947)
- 11 maggio - Carlo Zardo, basso italiano (n. 1937)
- 12 maggio - Luigi Bertossi, calciatore italiano (n. 1936)
- 12 maggio - Antonio Candido, poeta, saggista e critico letterario brasiliano (n. 1918)
- 12 maggio - Mauno Koivisto, economista e politico finlandese (n. 1923)
- 12 maggio - Yale Lary, giocatore di football americano statunitense (n. 1930)
- 12 maggio - Amotz Zahavi, biologo e zoologo israeliano (n. 1928)
- 13 maggio - Oliviero Beha, giornalista, scrittore e saggista italiano (n. 1949)
- 13 maggio - Silvana Blasi, attrice italiana (n. 1931)
- 13 maggio - Ron Bontemps, cestista statunitense (n. 1926)
- 13 maggio - John Cygan, doppiatore statunitense (n. 1954)
- 13 maggio - Yanko Daučík, calciatore cecoslovacco (n. 1941)
- 13 maggio - Mario De Sisti, allenatore di pallacanestro italiano (n. 1941)
- 13 maggio - Salvatore Ladu, politico italiano (n. 1945)
- 13 maggio - Vera Martelli, velocista italiana (n. 1930)
- 13 maggio - Angiola Zilli, politica italiana (n. 1929)
- 14 maggio - Powers Boothe, attore statunitense (n. 1948)
- 14 maggio - Frankie Brian, cestista statunitense (n. 1923)
- 14 maggio - Thomas Vose Daily, vescovo cattolico statunitense (n. 1927)
- 15 maggio - Karl-Otto Apel, filosofo tedesco (n. 1922)
- 15 maggio - Nasser Givehchi, lottatore iraniano (n. 1932)
- 15 maggio - Kurt Gossweiler, storico e antifascista tedesco (n. 1917)
- 15 maggio - Allan Lawrence, mezzofondista e maratoneta australiano (n. 1930)
- 15 maggio - Errol McNally, calciatore nordirlandese (n. 1943)
- 15 maggio - Axel Straube, cestista tedesco (n. 1942)
- 15 maggio - Javier Valdez Cárdenas, giornalista e scrittore messicano (n. 1967)
- 16 maggio - Ronald Cocks, calciatore e allenatore di calcio maltese (n. 1943)
- 16 maggio - Walter Kollmann, calciatore austriaco (n. 1932)
- 16 maggio - Alberto La Volpe, giornalista e politico italiano (n. 1933)
- 16 maggio - Emil Stehle, vescovo cattolico tedesco (n. 1926)
- 16 maggio - Oleg Borisovič Vidov, attore sovietico (n. 1943)
- 17 maggio - Aristide Alafouzos, imprenditore e armatore greco (n. 1924)
- 17 maggio - André Albault, medico e esperantista francese (n. 1923)
- 17 maggio - Luciano Bianchi Scarella, pittore italiano (n. 1922)
- 17 maggio - Raúl Córdoba, calciatore messicano (n. 1924)
- 17 maggio - Alain Dufour, storico e archivista svizzero (n. 1928)
- 17 maggio - Viktor Vasil'evič Gorbatko, cosmonauta sovietico (n. 1934)
- 17 maggio - Johannes Grützke, pittore e illustratore tedesco (n. 1937)
- 17 maggio - Christopher Johnson, imprenditore e dirigente sportivo statunitense (n. 1959)
- 17 maggio - Rhodri Morgan, politico gallese (n. 1939)
- 17 maggio - Renato Padovan, cestista italiano (n. 1934)
- 17 maggio - Gerhard Schreiber, storico e militare tedesco (n. 1940)
- 17 maggio - Remigio Sturaro, rugbista a 15 e dirigente sportivo italiano (n. 1940)
- 17 maggio - Jean Swiatek, calciatore francese (n. 1921)
- 17 maggio - Todor Veselinović, allenatore di calcio e calciatore jugoslavo (n. 1930)
- 18 maggio - Roger Ailes, produttore televisivo e giornalista statunitense (n. 1940)
- 18 maggio - Stanley Brouwn, artista olandese (n. 1935)
- 18 maggio - Vadim Aleksandrovič Černobrov, pseudoscienziato e ufologo russo (n. 1965)
- 18 maggio - Chris Cornell, cantante e musicista statunitense (n. 1964)
- 18 maggio - Dai Zijin, aviatore cinese (n. 1916)
- 18 maggio - Anil Madhav Dave, politico indiano (n. 1956)
- 18 maggio - Volodymyr Dudarenko, allenatore di calcio e calciatore sovietico (n. 1946)
- 18 maggio - Jacque Fresco, progettista statunitense (n. 1916)
- 18 maggio - Reema Lagoo, attrice indiana (n. 1958)
- 18 maggio - José Mesiano, calciatore argentino (n. 1942)
- 18 maggio - Guglielmo Moretti, giornalista e conduttore radiofonico italiano (n. 1920)
- 18 maggio - Giulio Orlando, politico italiano (n. 1926)
- 18 maggio - Daniele Piombi, conduttore televisivo, conduttore radiofonico e autore televisivo italiano (n. 1933)
- 18 maggio - Eric Stevenson, calciatore scozzese (n. 1942)
- 19 maggio - Silvio Balderi, politico italiano (n. 1923)
- 19 maggio - David Bystroň, calciatore ceco (n. 1982)
- 19 maggio - Claudio Generali, imprenditore svizzero (n. 1943)
- 19 maggio - Stanley Greene, fotoreporter statunitense (n. 1949)
- 19 maggio - Roger Haudegand, cestista francese (n. 1932)
- 19 maggio - Nawshirwan Mustafa, politico e storico curdo (n. 1944)
- 19 maggio - Stanislav Evgrafovič Petrov, militare sovietico (n. 1939)
- 19 maggio - Pia Soli, scrittrice, giornalista e storica italiana (n. 1933)
- 20 maggio - Paul Falk, pattinatore artistico su ghiaccio tedesco (n. 1921)
- 20 maggio - Dan Găureanu, schermidore rumeno (n. 1967)
- 20 maggio - Noel Kinsey, calciatore gallese (n. 1925)
- 20 maggio - Jean E. Sammet, informatica statunitense (n. 1928)
- 20 maggio - Natalija Šachovskaja, violoncellista russa (n. 1935)
- 21 maggio - Carla Astolfi, attrice italiana (n. 1931)
- 21 maggio - Sauro Dalle Mura, politico italiano (n. 1926)
- 21 maggio - Lars-Erik Skiöld, lottatore svedese (n. 1952)
- 22 maggio - Jacopo Castelfranchi, imprenditore e dirigente sportivo italiano (n. 1922)
- 22 maggio - Ugo De Santis, politico e partigiano italiano (n. 1921)
- 22 maggio - Nicky Hayden, pilota motociclistico statunitense (n. 1981)
- 22 maggio - Viktar Kuprėjčyk, scacchista bielorusso (n. 1949)
- 22 maggio - Giovanni Lombardi, ingegnere svizzero (n. 1926)
- 22 maggio - Selena Rocky Malone, attivista australiana
- 22 maggio - Dina Merrill, attrice statunitense (n. 1923)
- 22 maggio - Leonhard Nagenrauft, slittinista tedesco occidentale (n. 1938)
- 23 maggio - Irio De Paula, chitarrista e compositore brasiliano (n. 1939)
- 23 maggio - Stefano Farina, arbitro di calcio italiano (n. 1962)
- 23 maggio - Ernst Gebendinger, ginnasta svizzero (n. 1926)
- 23 maggio - Cortez Kennedy, giocatore di football americano statunitense (n. 1968)
- 23 maggio - Roger Moore, attore britannico (n. 1927)
- 23 maggio - Jerry Perenchio, produttore cinematografico statunitense (n. 1930)
- 23 maggio - Julia Viellehner, triatleta, maratoneta e mezzofondista tedesca (n. 1985)
- 24 maggio - Giovanni Bignami, fisico e divulgatore scientifico italiano (n. 1944)
- 24 maggio - Denis Johnson, scrittore statunitense (n. 1949)
- 24 maggio - Jared Martin, attore statunitense (n. 1941)
- 24 maggio - Alberto Recchia, calciatore e allenatore di calcio italiano (n. 1935)
- 24 maggio - Sonny West, attore e stuntman statunitense (n. 1938)
- 25 maggio - Marcello Albano, fumettista italiano (n. 1961)
- 25 maggio - Nicoletta D'Arbitrio, restauratrice, scenografa e saggista italiana (n. 1948)
- 25 maggio - Eva Estrada-Kalaw, attivista, politica e insegnante filippina (n. 1920)
- 25 maggio - Alistair Horne, storico, giornalista e militare britannico (n. 1925)
- 25 maggio - Frédérick Leboyer, ginecologo francese (n. 1918)
- 25 maggio - Daniel Philip Waley, storico inglese (n. 1921)
- 26 maggio - Toni Bertorelli, attore e regista teatrale italiano (n. 1948)
- 26 maggio - Laura Biagiotti, stilista italiana (n. 1943)
- 26 maggio - Zbigniew Brzezinski, politico e politologo polacco (n. 1928)
- 26 maggio - Jim Bunning, giocatore di baseball e politico statunitense (n. 1931)
- 26 maggio - Dobromir Taškov, allenatore di calcio e calciatore bulgaro (n. 1925)
- 26 maggio - Carlo Zorzoli, ciclista su strada italiano (n. 1933)
- 27 maggio - Gregg Allman, cantante, tastierista e chitarrista statunitense (n. 1947)
- 27 maggio - Francesco Belluomini, poeta e scrittore italiano (n. 1941)
- 27 maggio - Luca Primon, liutaio italiano (n. 1952)
- 28 maggio - Eric Broadley, dirigente sportivo, pilota automobilistico e progettista britannico (n. 1928)
- 28 maggio - Nanni Latini, pianista, compositore e critico d'arte italiano (n. 1930)
- 28 maggio - Liborio Sfalanga, circense italiano (n. 1931)
- 28 maggio - Graham Webb, ciclista su strada britannico (n. 1944)
- 29 maggio - Michael A'Hearn, astronomo statunitense (n. 1940)
- 29 maggio - Bruno Camporese, calciatore e allenatore di calcio italiano (n. 1928)
- 29 maggio - Ramón Campos, cestista filippino (n. 1925)
- 29 maggio - Bogdan Dočev, arbitro di calcio bulgaro (n. 1936)
- 29 maggio - Francesco Giancotti, filologo classico e latinista italiano (n. 1923)
- 29 maggio - Kōnstantinos Mītsotakīs, politico greco (n. 1918)
- 29 maggio - Manuel Noriega, generale e politico panamense (n. 1934)
- 29 maggio - Giuseppe Lelio Petronio, politico italiano (n. 1937)
- 29 maggio - Stefano Tatai, scacchista italiano (n. 1938)
- 29 maggio - Nikolaj Tatarinov, pentatleta sovietico (n. 1927)
- 29 maggio - Jean Valère, regista francese (n. 1925)
- 30 maggio - Wendell Burton, attore statunitense (n. 1947)
- 30 maggio - Antonio Nicola Cantalamessa, politico italiano (n. 1940)
- 30 maggio - Tom Graham, giocatore di football americano statunitense (n. 1950)
- 31 maggio - Enrique Ávila, attore spagnolo (n. 1930)
- 31 maggio - Jean-Marie Benoît Balla, vescovo cattolico camerunese (n. 1959)
- 31 maggio - Jiří Bělohlávek, direttore d'orchestra ceco (n. 1946)
- 31 maggio - Renato Cattaneo, calciatore italiano (n. 1923)
- 31 maggio - Innocenzo Cervelli, storico italiano (n. 1942)
- 31 maggio - Anna Maria Gambineri, annunciatrice televisiva italiana (n. 1936)
- 31 maggio - Ljubomyr Huzar, cardinale ucraino (n. 1933)
- 31 maggio - Tino Insana, doppiatore e attore statunitense (n. 1948)
- 31 maggio - Fred J. Koenekamp, direttore della fotografia statunitense (n. 1922)
- 31 maggio - Modesto Paris, religioso italiano (n. 1957)
- 31 maggio - István Szondy, pentatleta e cavaliere ungherese (n. 1925)
- 31 maggio - Howie Triano, cestista canadese (n. 1933)